# Āsemāndarreh
Āsemāndarreh (persiska: آسِمان دَرِّه, آسمان دَرِّه, عُثمان دَرِّه, مَحمود آباد, آسماندره, Āsemān Darreh) är en ort i Iran.   Den ligger i provinsen Kurdistan, i den nordvästra delen av landet, 400 km väster om huvudstaden Teheran. Āsemāndarreh ligger 1 809 meter över havet och antalet invånare är 172.
Terrängen runt Āsemāndarreh är kuperad. Runt Āsemāndarreh är det ganska tätbefolkat, med 179 invånare per kvadratkilometer. Närmaste större samhälle är Mūchesh, 6,9 km väster om Āsemāndarreh. Trakten runt Āsemāndarreh består i huvudsak av gräsmarker.